# 苏鲁
苏鲁（1902年—1976年12月），湖南省浏阳县人。中国人民解放军开国少将。

## 生平
1949年任中国人民解放军第十八兵团第六十二军第184师副师长。太原战役中负伤成为独臂。后任中国人民解放军山西军区长治军分区司令员。1955年初春离职休养。又出任中国人民解放军总军械部第四九五仓库库长。1955年9月任山西省军区副司令员。1975年退二线。